# Alexander Nouri
Alexander Nouri (* 20. August 1979 in Buxtehude) ist ein deutsch-iranischer Fußballtrainer und ehemaliger Fußballspieler.

## Karriere
Alexander Nouri kam als Sohn einer Deutschen und eines Iraners, der in Deutschland Chemie studierte, in Buxtehude nahe Hamburg auf die Welt. Als Jugendlicher spielte er beim TSV Altkloster, dem Buxtehuder SV, bei SC Vorwärts-Wacker 04 Billstedt und in der B- und A-Jugend von Werder Bremen. Nachdem er 1998 einen Lizenzspielervertrag bei Werder Bremen unterzeichnet hatte, spielte er von Juli bis Oktober 1999 leihweise in den USA bei den Seattle Sounders in der USL A-League.
Nach seiner Rückkehr spielte er bei der Reservemannschaft von Werder Bremen in der drittklassigen Regionalliga Nord, bis er im Juli 2001 zum Ligarivalen KFC Uerdingen 05 wechselte. Im Sommer 2004 folgte er seinem Trainer Claus-Dieter Wollitz zum Regionalligisten VfL Osnabrück, mit dem er 2007 in die 2. Fußball-Bundesliga aufstieg. 2007/08 bestritt er für Osnabrück insgesamt 17 Zweitligaspiele und erreichte den 12. Tabellenplatz. Zur Saison 2008/09 wechselte Nouri zur Regionalligamannschaft Holstein Kiel (4. Liga), bei der er einen Dreijahresvertrag unterschrieb. 2009 gelang ihm mit den Störchen der Aufstieg in die 3. Liga, dem ein Jahr später der direkte Wiederabstieg folgte. Für die Saison 2010/11 meldete der Oberligist VfB Oldenburg ihn als Neuzugang. In der darauffolgenden Spielzeit ging er zur Landesliga-Reserve des VfB Oldenburg, bei der er im Sommer 2012 seine aktive Fußballkarriere beendete.
Nouri war deutscher U-15- und U-16-Nationalspieler und nahm an der U-16-Fußball-Europameisterschaft 1996 teil. 2005 erhielt er eine Einladung des iranischen Fußballverbandes für einen Lehrgang in England, konnte allerdings verletzungsbedingt nicht teilnehmen. Danach gab es nach Nouris Angaben keinen Kontakt mehr.

## Trainerlaufbahn
Beim VfB Oldenburg arbeitete Nouri neben seiner Spielertätigkeit im Jugendleistungszentrum als Athletik-Trainer und von Sommer 2011 bis April 2013 als Trainerassistent. Am 22. April 2013 wurde er Cheftrainer und sportlicher Leiter des VfB Oldenburg in der Regionalliga, mit dem er am Ende der Saison 2013/14 den dritten Tabellenplatz erreichte.
Ab dem 1. Juli 2014 betreute Nouri als Co-Trainer die Profi- und die U-23-Mannschaft des SV Werder Bremen; er erhielt einen Dreijahresvertrag. Nach der Freistellung von Profitrainer Robin Dutt am 25. Oktober 2014 und der folgenden Beförderung von Viktor Skripnik zum Bundesliga-Cheftrainer übernahm Nouri die U-23-Regionalligamannschaft. Mit ihr wurde er Meister in der Regionalliga Nord und stieg in die 3. Liga auf, nachdem sie sich in den Aufstiegsspielen gegen Borussia Mönchengladbach II durchgesetzt hatte. Im Frühjahr 2016 erwarb er an der Hennes-Weisweiler-Akademie die UEFA-Pro-Lizenz.
Nach der Beurlaubung von Viktor Skripnik im September 2016 wurde Nouri vorläufig Trainer der Bundesligamannschaft. Im Oktober 2016 wurde er endgültig zum neuen Cheftrainer ernannt und sein bis zum Saisonende laufender Vertrag entsprechend angepasst. Mit dem SV Werder erreichte er in der Saison 2016/17 Platz 8 der Abschlusstabelle. Nach saisonübergreifend 13 sieglosen Bundesligaspielen in Folge und auf dem vorletzten Tabellenplatz stehend beurlaubte ihn der Verein am 30. Oktober 2017.
Am 24. September 2018 übernahm Nouri die nach sechs Spieltagen mit fünf Punkten auf dem 15. Tabellenplatz stehende Zweitligamannschaft des FC Ingolstadt als Nachfolger von Stefan Leitl. Er unterschrieb einen Vertrag mit einer Laufzeit bis zum 30. Juni 2020. Nachdem die Mannschaft in acht Pflichtspielen keinen Sieg einfahren konnte und auf den letzten Tabellenplatz abgerutscht war, wurde Nouri am 26. November 2018 freigestellt.
Am 27. November 2019 wurde Nouri Co-Trainer von Jürgen Klinsmann beim Erstligisten Hertha BSC. Das Engagement des Trainerteams lief bis zum Ende der Saison 2019/20. Nachdem Klinsmann am 11. Februar 2020 als Cheftrainer zurückgetreten war, übernahm Nouri die Mannschaft bis auf Weiteres. Zu diesem Zeitpunkt stand Hertha nach dem 20. Spieltag mit 23 Punkten auf dem 14. Platz, wobei der Vorsprung auf den Relegationsplatz 6 Punkte betrug. Nouri betreute die Mannschaft in 4 Bundesligaspielen, in denen er 5 Punkte holte und u. a. eine 0:5-Heimniederlage gegen den 1. FC Köln zu verantworten hatte. Anfang April wurde er während der durch die COVID-19-Pandemie ausgelösten Ligaunterbrechung durch Bruno Labbadia ersetzt. Zu diesem Zeitpunkt stand Hertha nach dem 25. Spieltag auf dem 13. Platz, wobei der Vorsprung auf den Relegationsplatz unverändert 6 Punkte betrug.
Am 11. Dezember 2021 wurde bekannt, dass Nouri vom griechischen Tabellenletzten der zweiten Liga, AO Kavala, als Trainer und Technischer Direktor verpflichtet wurde.

## Persönliches
Nouri hat iranische Wurzeln und besitzt neben der deutschen auch die iranische Staatsangehörigkeit, spricht aber laut eigener Aussage nur wenig Persisch. Von 2009 bis 2013 belegte er an der DHfPG ein Fernstudium der Fachrichtung Gesundheitsmanagement, das er mit dem akademischen Grad Bachelor of Arts abschloss. Er ist verheiratet und hat zwei Kinder.